# Kanurennsport-Weltmeisterschaften 2015
Die 42. Kanurennsport-Weltmeisterschaften fanden vom 19. bis 23. August 2015 in der italienischen Stadt Mailand statt. Veranstaltet wurden die Weltmeisterschaften vom Internationalen Kanuverband (ICF). Mailand war nach 1999 zum zweiten Mal Gastgeber von Kanurennsport-Weltmeisterschaften.
Insgesamt wurden 38 Wettbewerbe in den Disziplinen Canadier und Kajak ausgetragen. Die Distanzen der Regatten betrugen 200, 500, 1000 und 5000 m. Paracanoe gehörte erneut zum offiziellen Wettkampfprogramm. Es nahmen ca. 1000 Athleten aus 88 Nationen teil.

## Wettbewerbe

### Männer

#### Canadier
| Event      | Gold                                                                 | Zeit     | Silber                                                                     | Zeit     | Bronze                                               | Zeit     |
| ---------- | -------------------------------------------------------------------- | -------- | -------------------------------------------------------------------------- | -------- | ---------------------------------------------------- | -------- |
| C-1 200 m  | Belarus Arzjom Kosyr                                                 | 38,605   | Volksrepublik China Li Qiang                                               | 38,815   | Brasilien Isaquias Queiroz                           | 38,915   |
| C-1 500 m  | Tschechien Martin Fuksa                                              | 1:51,004 | Moldau Oleg Tarnovschi                                                     | 1:51,670 | Belarus Maksim Pjatrou                               | 1:53,130 |
| C-1 1000 m | Deutschland Sebastian Brendel                                        | 3:48,956 | Tschechien Martin Fuksa                                                    | 3:48,973 | Moldau Serghei Tarnovschi                            | 3:51,583 |
| C-1 5000 m | Deutschland Sebastian Brendel                                        | 23:03,32 | Spanien Manuel Antonio Campos                                              | 23:04,30 | Polen Mateusz Kamiński                               | 23:05,54 |
| C-2 200 m  | Russland Alexei Korowaschkow Iwan Schtyl                             | 36,347   | Belarus Hleb Saladucha Dsjanis Machlaj                                     | 37,516   | Deutschland Robert Nuck Stefan Holtz                 | 37,750   |
| C-2 500 m  | Russland Pawel Petrow Michail Pawlow                                 | 1:42,035 | Polen Wiktor Głazunow Vincent Słomiński                                    | 1:42,575 | Ukraine Dmytro Jantschuk Taras Mischtschuk           | 1:42,759 |
| C-2 1000 m | Brasilien Erlon Silva Isaquias Queiroz                               | 3:38,508 | Ungarn Henrik Vasbányai Róbert Mike                                        | 3:38,836 | Polen Piotr Kuleta Marcin Grzybowski                 | 3:39,305 |
| C-4 1000 m | Rumänien Leonid Carp Petre Condrat Iosif Chirilă Stefan Andrei Strat | 3:23,202 | Ukraine Denys Kowalenko Denys Kamerylow Witalij Werheles Eduard Schemetylo | 3:23,882 | Ungarn Pal Sarudi Tamás Kiss Andras Vass Dávid Varga | 3:24,442 |

#### Kajak
| Event      | Gold                                                   | Zeit     | Silber                                                        | Zeit     | Bronze                                                       | Zeit     |
| ---------- | ------------------------------------------------------ | -------- | ------------------------------------------------------------- | -------- | ------------------------------------------------------------ | -------- |
| K-1 200 m  | Kanada Mark de Jonge                                   | 34,802   | Frankreich Maxime Beaumont                                    | 34,993   | Schweden Petter Menning                                      | 35,002   |
| K-1 500 m  | Dänemark René Holten Poulsen                           | 1:39,407 | Deutschland Tom Liebscher                                     | 1:39,893 | Russland Roman Anoschkin                                     | 1:40,770 |
| K-1 1000 m | Dänemark René Holten Poulsen                           | 3:25,815 | Tschechien Josef Dostál                                       | 3:26,298 | Portugal Fernando Pimenta                                    | 3:26,535 |
| K-1 5000 m | Australien Ken Wallace                                 | 19:54,46 | Deutschland Max Hoff                                          | 19:57,57 | Belarus Aleh Jurenja                                         | 20:11,91 |
| K-2 200 m  | Ungarn Sándor Tótka Péter Molnár                       | 30,935   | Russland Juri Postrigai Alexander Djatschenko                 | 30,966   | Serbien Nebojša Grujić Marko Novaković                       | 31,046   |
| K-2 500 m  | Australien Ken Wallace Lachlan Tame                    | 1:29,216 | Spanien Marcus Walz Diego Cosgaya                             | 1:30,004 | Ungarn Dávid Hérics Tamás Somorácz                           | 1:30,524 |
| K-2 1000 m | Deutschland Max Rendschmidt Marcus Groß                | 3:10,175 | Australien Ken Wallace Lachlan Tame                           | 3:11,132 | Serbien Marko Tomićević Milenko Zorić                        | 3:11,502 |
| K-4 1000 m | Slowakei Denis Myšák Erik Vlček Juraj Tarr Tibor Linka | 2:56,102 | Ungarn Zoltán Kammerer Dávid Tóth Tamás Kulifai Dániel Pauman | 2:56,902 | Tschechien Daniel Havel Lukáš Trefil Josef Dostál Jan Štěrba | 2:58,139 |

### Frauen

#### Canadier
| Event     | Gold                                      | Zeit     | Silber                                     | Zeit     | Bronze                               | Zeit     |
| --------- | ----------------------------------------- | -------- | ------------------------------------------ | -------- | ------------------------------------ | -------- |
| C-1 200 m | Bulgarien Stanilija Stamenowa             | 48,717   | Ungarn Kincső Takács                       | 48,817   | Belarus Kamila Bobr                  | 49,225   |
| C-2 500 m | Belarus Daryna Kaszjutschenka Kamila Bobr | 2:00,675 | Russland Maria Kazakova Olessja Romassenko | 2:01,798 | Ungarn Kincső Takács Zsanett Lakatos | 2:02,788 |

#### Kajak
| Event      | Gold                                                                              | Zeit     | Silber                                                                | Zeit     | Bronze                                                             | Zeit     |
| ---------- | --------------------------------------------------------------------------------- | -------- | --------------------------------------------------------------------- | -------- | ------------------------------------------------------------------ | -------- |
| K-1 200 m  | Neuseeland Lisa Carrington                                                        | 40,060   | Polen Marta Walczykiewicz                                             | 40,700   | Spanien Teresa Portela                                             | 41,248   |
| K-1 500 m  | Neuseeland Lisa Carrington                                                        | 1:49,398 | Ungarn Anna Kárász                                                    | 1:51,125 | Volksrepublik China Zhou Yu                                        | 1:51,478 |
| K-1 1000 m | Ungarn Erika Medveczky                                                            | 4:04,037 | Serbien Kristina Bedeč                                                | 4:06,397 | Vereinigte Staaten Margaret Hogan                                  | 4:07,414 |
| K-1 5000 m | Belarus Maryna Litwintschuk                                                       | 22:36,06 | Vereinigtes Königreich Lani Belcher                                   | 22:40,02 | Kanada Émilie Fournel                                              | 22:43,59 |
| K-2 200 m  | Belarus Marharyta Machnewa Maryna Litwintschuk                                    | 38,477   | Ungarn Luca Homonnai Natasa Douchev-Janic                             | 38,659   | Deutschland Sabrina Hering Steffi Kriegerstein                     | 39,488   |
| K-2 500 m  | Ungarn Gabriella Szabó Danuta Kozák                                               | 1:39,865 | Serbien Milica Starović Dalma Ružičić-Benedek                         | 1:41,075 | Deutschland Franziska Weber Tina Dietze                            | 1:42,345 |
| K-2 1000 m | Deutschland Sabrina Hering Steffi Kriegerstein                                    | 3:37,646 | Belarus Sofiya Yurchanka Aleksandra Grishina                          | 3:38,699 | Ungarn Alíz Sarudi Dóra Bodonyi                                    | 3:41,089 |
| K-4 500 m  | Belarus Marharyta Machnewa Nadseja Ljapeschka Wolha Chudsenka Maryna Litwintschuk | 1:33,953 | Ungarn Gabriella Szabó Danuta Kozák Krisztina Fazekas-Zur Anna Kárász | 1:34,267 | Deutschland Franziska Weber Conny Waßmuth Verena Hantl Tina Dietze | 1:34,890 |

### Paracanoeing
Alle Paracanoeing-Wettbewerbe werden über eine Distanz von 200 m ausgefahren. Die Einteilung der Bootsklassen erfolgt nach Bewegungsfähigkeit von Beinen, Armen und des Rumpfes. Es fanden Regatten in zwölf Bootsklassen statt.
| Event          | Gold                                        | Zeit     | Silber                                 | Zeit     | Bronze                                   | Zeit           |
| -------------- | ------------------------------------------- | -------- | -------------------------------------- | -------- | ---------------------------------------- | -------------- |
| K-1 Männer KL1 | Brasilien Luis Carlos Cardoso da Silva      | 50,863   | Polen Jakub Tokarz                     | 52,533   | Brasilien Fernando Fernandes de Pádua    | 52,970         |
| K-1 Männer KL2 | Österreich Markus Mendy Swoboda             | 42,542   | Australien Curtic McGrath              | 53,185   | Brasilien Fernando Rufino de Paulo       | 43,415         |
| K-1 Männer KL3 | Deutschland Tom Kierey                      | 39,270   | Vereinigtes Königreich Robert Oliver   | 39,739   | Russland Leonid Krylov                   | 39,784         |
| V-1 Männer VL1 | Brasilien Luis Carlos Cardoso da Silva      | 57,912   | Polen Jakub Tokarz                     | 58,639   | Ungarn Robert Suba                       | 1:02,919       |
| V-1 Männer VL2 | Australien Curtis McGrath                   | 49,489   | Spanien Javier Reja                    | 52,205   | Deutschland Ivo Kilian                   | 53,985         |
| V-1 Männer VL3 | Brasilien Caio Ribeiro de Carvalho          | 50,656   | Vereinigtes Königreich Jonathan Young  | 51,058   | Ungarn Daniel Geri                       | 52,311         |
| K-1 Frauen KL1 | Vereinigtes Königreich Jeanette Chippington | 56,865   | Deutschland Edina Müller               | 57,513   | Ukraine Svitlana Kuporiianova            | 59,365         |
| K-1 Frauen KL2 | Vereinigtes Königreich Emma Wiggs           | 53,023   | Vereinigtes Königreich Nicola Paterson | 54,521   | Australien Susan Seipel                  | 55,616         |
| K-1 Frauen KL3 | Australien Amanda Reynolds                  | 50,501   | Vereinigtes Königreich Anne Dickins    | 50,521   | Frankreich Cindy Moreau                  | 50,951         |
| V-1 Frauen VL1 | Polen Katarzyna Leskiewicz                  | 1:15,299 | Vereinigte Staaten Ann Yoshida         | 1:18,539 | nicht vergeben                           | nicht vergeben |
| V-1 Frauen VL2 | Australien Susan Seipel                     | 59,916   | Russland Nadezda Andreeva              | 1:04,289 | Brasilien Debora Raiza Ribeiro Benivides | 1:05,536       |
| V-1 Frauen VL3 | Vereinigte Staaten Anja Pierce              | 1:02,536 | Vereinigtes Königreich Frances Bateman | 1:03,208 | Brasilien Aline Souza Lopes              | 1:05,432       |

## Medaillenspiegel
| Rang   | Nation                 | Gold | Silber | Bronze | Gesamt |
| ------ | ---------------------- | ---- | ------ | ------ | ------ |
| 1      | Deutschland            | 5    | 3      | 5      | 13     |
| 2      | Belarus                | 5    | 2      | 3      | 10     |
| 3      | Australien             | 5    | 2      | 1      | 8      |
| 4      | Brasilien              | 4    | -      | 5      | 9      |
| 5      | Ungarn                 | 3    | 6      | 6      | 15     |
| 6      | Vereinigtes Königreich | 2    | 6      | -      | 8      |
| 7      | Russland               | 2    | 3      | 2      | 7      |
| 8      | Dänemark               | 2    | -      | -      | 2      |
| 8      | Neuseeland             | 2    | -      | -      | 2      |
| 10     | Polen                  | 1    | 4      | 2      | 7      |
| 11     | Tschechien             | 1    | 2      | 1      | 4      |
| 12     | Vereinigte Staaten     | 1    | 1      | 1      | 3      |
| 13     | Kanada                 | 1    | -      | 1      | 2      |
| 14     | Bulgarien              | 1    | -      | -      | 1      |
| 14     | Österreich             | 1    | -      | -      | 1      |
| 14     | Rumänien               | 1    | -      | -      | 1      |
| 14     | Slowakei               | 1    | -      | -      | 1      |
| 18     | Spanien                | -    | 3      | 1      | 4      |
| 19     | Serbien                | -    | 2      | 2      | 4      |
| 20     | Ukraine                | -    | 1      | 2      | 3      |
| 21     | Frankreich             | -    | 1      | 1      | 2      |
| 21     | Moldau                 | -    | 1      | 1      | 2      |
| 21     | Volksrepublik China    | -    | 1      | 1      | 2      |
| 24     | Portugal               | -    | -      | 1      | 1      |
| 24     | Schweden               | -    | -      | 1      | 1      |
| Gesamt | Gesamt                 | 38   | 38     | 37     | 113    |